# Brassophranthe
× Brassophranthe, (abreviado Bsp) en el comercio, es un híbrido intergenérico entre los géneros de orquídeas Brassavola × Guarianthe × Sophronitis. Fue publicado en Orchid Rev. 111(1254, Suppl.): 95 (2003).